# Animaniacs (série télévisée d'animation, 2020)
Pour la série originale, voir Animaniacs.
 (décembre 2020).
Si vous disposez d'ouvrages ou d'articles de référence ou si vous connaissez des sites web de qualité traitant du thème abordé ici, merci de compléter l'article en donnant les références utiles à sa vérifiabilité et en les liant à la section « Notes et références ».
Animaniacs
Animaniacs est une série d'animation américaine produite par Warner Bros. Animation et Amblin Television et diffusée sur Hulu à partir du 20 novembre 2020. Dans tous les pays francophones, la série est inédite.
La série est renouvelée pour une troisième saison

## Voix originales
- Rob Paulsen : Yakko Warner, Minus, Docteur Gratésnif
- Jess Harnell : Wakko Warner
- Tress MacNeille : Dot Warner
- Maurice LaMarche : Cortex
- Frank Welker : Ralph
- Stephanie Escajeda : Nora Rita Norita, remplaçante de Thaddeus Plotz

## Épisodes

### Première saison (2020)
1. Jurassic Lark / Suspended Animation (Part 1) / Of Mice and Memes / Suspended Animation (Part 2)
2. Warners Unbound / How to Brain Your Dragon / Suffragette City
3. Gold Meddlers / Pinko and the Brain / Math-terpiece Theater: Apples
4. Bun Control / Ex-Mousina / Bloopf
5. Good Warner Hunting / No Brainer / Ralph Cam
6. The Cutening / Close Encounters of the Worst Kind / Equal Time
7. Warner She Wrote / France France Revolution / Gift Rapper
8. WhoDonut / Mousechurian Candidate / Starbox and Cindy
9. Here Comes Treble / That's Not the Issue / Future Brain / The Incredible Gnome in People's Mouths
10. Anima-Nyet / Babysitter's Flub / The Warners' Press Conference
11. Phantomaniacs / Fear and Laughter in Burbank / Bride of Pinky / Things That Go Bump in the Night
12. A Zit! / 1001 Narfs / Manny Manspreader
13. Hindenburg Cola / Roadent Trip / FLOTUS, FLOTUS, What Do You Know About Us?

### Deuxième saison (2021)
1. Rome Sweet Rome / Backwards Pinky / Wakko's Short Shorts: Now Loading
2. Please Submit / The Flawed Couple / Everyday Safety
3. Rug of War / Run Pinky Run / The Hamburg Tickler
4. Ralph World / My Super Sour Sixteen / How to: Brain Takes Over the World
5. The Warners Are Present / The Pinktator / Know Your Scroll
6. Yakko's Big Idea / Mouse Congeniality / Rejected Animaniacs Characters
7. Yakko Amakko / The Longest Word / Happy Narfday! / Magna Cartoon
8. Wakkiver Twist (Part One) / Plight of Hand / Wakkiver Twist (Part Two)
9. What Is That? / Mouse Madness / Christopher Columbusted / Fake Medicines
10. Exercise Minute / Reichenbrain Falls / Targeted Ads / Bath Time
11. A Brief History of History / Gerard / The Prisoners Dilemma / Math-terpiece Theater: Beach Balls
12. Warner's Ark / The Apology / Narf Over Troubled Water / The Warner's Vault
13. 80's Cats / All About the Benjamin / 23 and WB

### Troisième saison (2023)
1. Previously On / Season 3 and WB (Part 1) / How to: Friendship / Season 3 and WB (Part 2)
2. Soda-pressed / A Starbox is Born / Royal Flush
3. Planet Warner / Talladega Mice: The Ballad of Pinky Brainy / D.I.WHY?
4. Fantasy / Über Nachtmare / Mad Mouse: Furry Road
5. Teeniacs / Dog Days / Groundmouse Day
6. Animaliens / Murder Pals / Groundmouse Day Again / Island of Dr. Warnerau
7. Global Warnering / Lawn in Sixty Seconds / All's Fair in Love and Door / Cute Things That Can Kill You
8. WARnerGAMES / Bedtime / WARnerGAMES 2 / Crumbly's Moment
9. How the Brain Thieved Christmas (Part One) / Santamaniacs / How the Brain Thieved Christmas (Part Two)
10. International Mouse of Mystery / Aliens Resurrected / Joe / The Stickening / Slappy's Return / Everyday Safety: Giant Adirondack Chair